# Ескамбрајска побуна
Ескамбрајска побуна, или Побуна у Ескамбрају била је неуспешна шестогодишња побуна на Куби у региону планине Ескамбрај током које се неколико побуњеничких група борило са циљем свргавања режима Фидела Кастра. Кубанске власти су ову побуну назвале Рат против бандита и Борба против бандита (шп. Lucha contra Bandidos)
Побуњеници су били сачињени од биших војника режима Фулгенсија Батисте, локалних пољопривредника, и бивших левичарских герилаца који су учествовали у Кубанској револуцији, заједно са Кастром, против Батистиног режима. Крајњи исход ове побуне била је елиминација скоро свих побуњеника 1965. године.

## Почетак
Побуна је почела недуго након успеха Кубанске револуције 1959. године. Предводили су је бивши револуционари који су се борили против Батисте, али су такође одбили нову социјалистичку идеологију и блиске односе нове власти и Фидела Кастра са Совјетским Савезом. Локални пољопривредници који се нису слагали са колективизацијом њихових поља су такође имали кључну улогу у неуспешној Ескамбрајској побуни. Побуну је тајно подржавала ЦИА и администрација председника САД Двајта Ајзенхауера због Кастрових веза са Совјетским Савезом.
Пољопривредници су били потпомогнути од стране бивших снага Фулгенсија Батиста, али највише од стране бивших припадника Студентског револуционарног директората, као што су Освалдо Рамирез и командант Вилијам Александер Морган, два бивша борца против Батистиног режима. (Морган је погубљен 1961. године) Рамирез и Морган су виђени од стране САД као продемократска опција за Кубу, а Кубанци у егзилу, обучени од стране ЦИЕ су послани на Кубу како би ширили реч да постоји алтернатива Кастровом режиму.

## Побуна
ЦИА је помагала побуњенике, али их је престала подржавати након пропале Инвазије у Заливу свиња 1961. године, што је довело до тоталне пропасти побуњеника. Могући разлози пораза могу се приписати Кастровим шпијунима у ЦИА. Након Инвазије у Заливу свиња, Освало Рамирез се вратио у регију планине Ескамбрај и одбио понуду Кастровог изасланика, команданта Фауреа Чомона да се преда. Према Мигелу Фарији, Чомон је био био Рамирезов шеф у Револуционарном директору Ескамбраја током Кубанске револуције.
Главна тактика кубанске Владе било је слање хиљаде војника на малу групу побуњеника, постепено их окруживајући. Комунистичком вођству које је Кастро послао у Ескамбрај је било наређено да елиминишу побуњенике и да почисте целу планину од побуњеника. Једни од лидера "Борбе против бандита" били су команданти Раул Менендез Томасевић, један од оснивача Комунистичке партије Кубе и Лизардо Проенза.

## Пораз
Мали бројеви припадника побуњеника, као и недостатак стране помоћи, поготово залиха, евентуално су довели до њиховог пораза. Побуњеници су се често борили до саме смрти. Кубанске власти су користиле Националне револуционарне милиције, које су коштале власти пуно пара, али су такође довеле до победе. Шпанско-совјетски саветник Франциско Киутат де Мигел је такође био присутан Инвазији у Заливу свиња и имао је велику улогу у пацификацији операције. Кастро је слао велики број трупа, понекад и чак 250,000 људи , од којих су скоро сви били припадници милиција. Побуна је евентуално угашена због супериорности Кастрових трупа. Неки побуњеници су се предали, али су одмах стрљани. Веома мали је број њих је успео да избегне смрт.

## Наслеђе
Рат против бандита је у ствари трајао дуже и укључивао више војника него претходна борба против Батистиног режима.
Раул Кастро је у свом говору 1970. године тврдио да је у побуни погинуло 500 припадника Револуционарних оружаних снага Кубе. Број погинулих побуњеника и осталих учесника (цивила и припадна провладиних снага) је непознат. Процене за укупне број погинулих се крећу од 1,000 до 7,00. Норберто Фуентес, блиски пријатељ Фидела Кастра, који је имао привилегију познавања кубанског безбедоносног апаратуса, рекао је да је погинуло 3,497 и рањено 2,099 владиних бораца. Његове бројке су углавном воде као тачне. Евелио Дуке, један од побуњеничких команданата, тврдио је у јуну 1965 а је погинуло 1,200 и ухапшено 5,000 побуњеника. Хосе Суарез Амадор је изнео бројку од 2,005. 